# Капо, Сотир

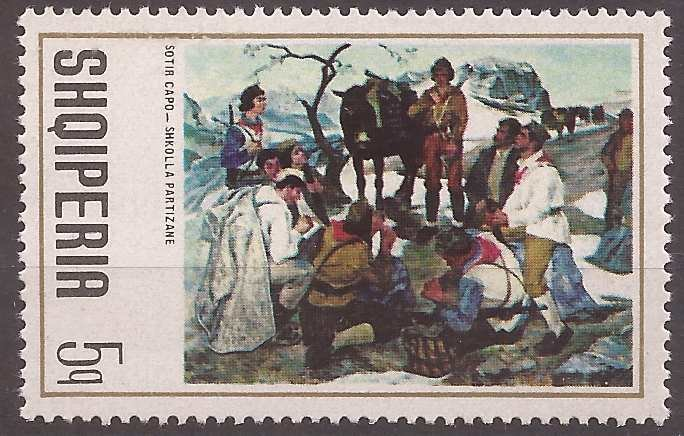
Партизанская школа

Сотир Капо (алб. Softie Capo; 10 июня 1934, Берат — 3 марта 2012, Филадельфия, США) — албанский живописец, сценограф
, педагог. Заслуженный художник Албании (Piktor i merituar, 1979).

## Биография
Получил художественное образование в Тиране, где с 1949 по 1953 год посещал художественный лицей «Jordan Misja». В 1960—1965 годах продолжил учёбу в столичном художественном колледже. Ученик Садика Кацели.
С 1953 по 1960 год работал художником в газетах «Риния» и «Пионьери».
С 1955 года в течение пяти лет работал сценографом в Доме культуры в Берате. В 1961 - 1965 году обучался в институте искусств в Тиране.
Позже, преподавал рисование в Берате, работал заместителем секретаря в областной ассоциации писателей и художников.
В общей сложности Капо проработал более 40 лет в Народной Социалистической Республике Албании художником и учителем рисования в Берате и Тиране.
Награждён медалью Наима Фрашери.
В 1996 году переехал с семьей в Филадельфию в США , где и умер в 2012 г.

## Творчество
Художник-соцреалист. Писал картины маслом, пастелью, акварелью, создавал фрески. В своих работах обращался к темам войны (включая картину маслом «Партизанская школа», 1969), созидания и работе в социалистической повседневной жизни в Албании.
Сотир Капо – один из самых известных художников-портретистов Албании. Работал над портретами выдающихся деятелей Албании, его работы по сей день находятся во многих помещениях и учреждениях Албании (в том числе в президентском дворце, различные конференц-залах, различных офисах и т. д.).
Его картины получили высокую оценку художественных критиков в Албании и за ее пределами.